# Conasprella pusio
Conus pusio é uma espécie de gastrópode do gênero Conus, pertencente à família Conidae.